# وعدتني يا رفيقي
وعدتني يارفيقي مسلسل درامي سوري من نوع الكوميدي للمخرج نذير عواد والمخرج إياد نحاس بدأ عرضه على قناة قناة سورية دراما قناة الجديد في تاريخ 1 رمضان سنة 1436هـ سنة 2015م واستمر عرضه حتى تاريخ 30 رمضان سنة 1436هـ سنة 2015م ويتألف المسلسل من 30 حلقة ].

## قصة مسلسل
تدور أحداث هذا المسلسل حول ] حكاية أربعة أصدقاء يتعهدون منذ طفولة على زواج باليوم ذاته، يتجدد هذا العهد عندما يقرر احدهم الزواج ليواجه سلسلة من مفارقات الكوميدية التي تتعلق بصعوبة جمعهم في عرس واحد ويعد العمل الكوميدي استكمالاً لمسلسل فتت لعبت الذي عرض في رمضان 2014 ].

## بطولة
- طلال مارديني
- مرح جبر
- تولاي هارون
- نزار أبو حجر
- زهير عبد الكريم
- ليلى سمور
- هيا مرعشلي
- محمد قنوع
- إيمان عبد العزيز
- فاتح سلمان
- لمى إبراهيم